# Městské opevnění (Svitavy)
Městské opevnění byla součást obrany města Svitavy, stejně tak jako některé kostely. Byly postaveny po roce 1389 na příkaz olomouckého biskupa Mikuláše. Dnes je zachována jen část hradeb s baštou, která je chráněna jako kulturní památka České republiky.